# Руни, Колин
Коли́н Мэ́ри Ру́ни (англ. Coleen Mary Rooney), в девичестве — Макло́клин (англ. McLoughlin; 3 апреля 1986, Ливерпуль, Мерсисайд, Англия, Великобритания) — британская телеведущая и журналистка.

## Биография
Колин Мэри МакЛоклин родилась 3 апреля 1986 года в Ливерпуле (графство Мерсисайд, Англия, Великобритания) в семье ирландского происхождения — каменщика Тони МакЛоклина и медсестры Колетт МакЛоклин. Колин — старшая из четверых детей в семье своих родителей, её два брата и сестра: Джо МакЛоклин, Энтони МакЛоклин и Рози МакЛоклин (1998—2013).

## Карьера
Колин — телеведущая и журналистка, часто упоминающаяся в различных Средствах массовой информации. Известная у себя на родине журналистка (в журнале «OK!» зарабатывает больше 40 тысяч фунтов в месяц) и бизнес-леди. Занимается моделированием модной одежды и ювелирных украшений. Является официальным лицом модного дома «Littlewoods».
Личное состояние оценивается в 13 млн фунтов (пятая строчка в рейтинге самых богатых женщин Британии по состоянию на 2012 год).
Помимо работы и бизнеса, Колин успела написать автобиографию, выпустила диск с собственным комплексом упражнений для поддержания формы, вела ТВ-шоу, являлась рекламным лицом нескольких крупных брендов. В 2009 году выиграла бизнес-награду Everywoman Ambassador Award как «позитивный пример, вдохновляющий молодых девушек».

## Личная жизнь
С 12 июня 2008 года Колин замужем за футболистом Уэйном Руни, с которым она встречалась шесть лет до их свадьбы. У супругов есть четыре сына: Кай Уэйн Руни (род. 2 ноября 2009), Клэй Энтони Руни (род. 21 мая 2013), Кит Джозеф Руни (род. 24 января 2016) и Касс Мак Руни (род. 15 февраля 2018).